# Мирза-Авагян, Григор Леонидович
Григорий Леовонович Мирза-Авагян (арм. Գրիգոր Լևոնի Միրզա-Ավագյան) (1925, Эривань — 1984, Ереван) ― советский и армянский врач, хирург, доктор медицинских наук, профессор.

## Биография
Григор Мирза-Авагян родился в семье юристов в 1925 году в Эривани, Армянская ССР.  С малых лет воспитывался в лучших традициях армянской интеллигенции. На его выбор будущей профессии повлиял его родственник, хирург, профессор, один из основоположников современной хирургии в Армении Арутюн Мирза-Авагян.
В 1942 году, окончив школу, Григор Мирза-Авагян поступил на лечебный факультет Ереванского государственного медицинского института, который окончил в 1947 году.
С 1950 по 1955 год он работал главным врачом, заведовал хирургическим отделением Сисианской районной больницы.
В 1955 году принял участие в XXVI Всесоюзном съезде хирургов, а через некоторое время переехал в Москву, где проходил шестимесячную стажировку в Институте хирургии имени А. В. Вишневского, там Мирза-Авагян изучал местную анестезию.
Одновременно Мирза-Авагян проходил учёбу в клинике академика Сергея Юдина.
С 1955 года 17 лет преподавал на кафедре госпитальной хирургии Ереванского государственного медицинского института. С 1974 года и до конца жизни заведовал хирургическим отделением того же института.
В 1962 году  защитил кандидатскую, а в 1971 году ― докторскую диссертацию, также ему было присвоено звание профессора.
В 1976 году стал главным хирургом Министерства здравоохранения  Армянской ССР, на этом посту проделал огромную работу по усовершенствованию и организации хирургической помощи жителям республики.
С 1975 по 1984 год был член Ассоциации хирургов Армении, президент Всесоюзного общества хирургов, почётным членом Общества хирургов Белорусской ССР.
Григор Мирза-Авагян умер в 1984 году в Ереване.

## Научная деятельность
Научная деятельность Григора Мирза-Авагяна в основном посвящена внедрению современных хирургических методов лечения заболеваний брюшной полости, легких, сосудов и мочеполовых органов.
Является автором 90 научных статей и 4 монографий. Под его руководством были выполнены и защищены 4 кандидатских диссертации.